# Rocco Pirri

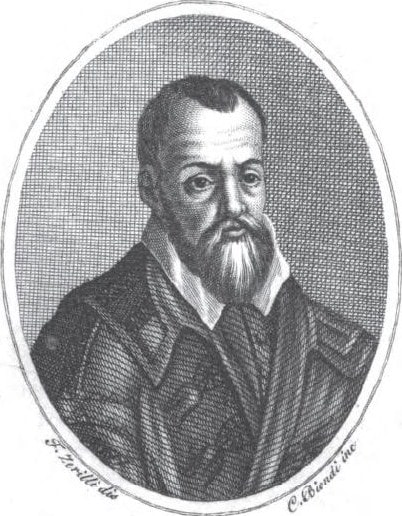
Rocco Pirri

Rocco Pirri (latinisiert auch  Rochus Pirrus, * 1577 in Noto; † 8. September 1651 in Palermo) war ein italienischer römisch-katholischer Abt, apostolischer Protonotar und Geschichtsschreiber.

## Leben
Rocco Pirri wurde 1577 in Noto auf Sizilien geboren. Nach dem Tod seines Vaters Sebastiano 1591 wurde er Schüler von Vincenzo Littara (1550–1602). Nach Abschluss seines Studiums erlangte er an der Universität Catania am 4. Februar 1601 die Doktorwürde in Theologie und Rechtswissenschaft und wurde vom Bischof von Catania, Giovan Domenico Rebiba, ausgezeichnet. Nach der Priesterweihe wurde er zum Kaplan des Königs, Kanoniker von Palermo und Schatzmeister der königlichen Kapelle ernannt. 1623 wurde er Kommendatarabt des ehemaligen Basilianerklosters Sant’Elia di Ambula bei Troina. Im Jahr 1643 ernannte ihn Philipp IV. zu seinem Geschichtsschreiber. In seinen Schriften widmete er sich vor allem der Kirchengeschichte Siziliens. Pirri starb am 8. September 1651 im Alter von 74 Jahren in Palermo.
Seine Sicilia Sacra ist in der 3. Auflage mit den Ergänzungen von Vito Maria Amico (1697–1762) und Antonino Mongitore (1663–1743) immer noch eine unentbehrliche Quellenedition.

## Ehrungen
In Noto und in Palermo sind Straßen nach Rocco Pirri benannt.

## Werke
- Notitiae Siciliensium ecclesiarum Philippo IIII Hispaniarum et Siciliae regi catholico dicatae D. Rocchi Pirri,... opera ex incorruptis publicarum tabularum, scriptorumque monumentis diligentissime comparatae, in quibus... cum prima cujusque Ecclesiae et collegiorum omnium institutione archiepiscopi, episcopi, abbates, priores, singulorum jura, ac privilegia recensentur; accessit... brevis regum Siciliae chronologia. ex typographia J. B. Maringhi, Panormi 1630 (Latein, google.it).
- Sicilia sacra, in qua episcopatuum nunc florentium, ac eorum dioceseon notitiae traduntur, liber tertius. Auctore... D. Roccho Pirro. apud Hieronymum de Rossellis, Panormi 1638 (Latein, google.it).
- Sicilia sacra in qua episcopatuum nunc florentium, ac eorum dioceseon notitiae traduntur: Liber tertius. Auctore abbate netino d. Roccho Pirro... apud Hieronymum de Rossellis, Panormi 1641 (Latein, google.it).
- Cronologia Regum penes quos Siciliae fuit imperium post exactos saracenos...Auctore... D. Roccho Pirro,... ex typographia Petri Coppulae, Panormi 1643 (Latein, google.it).
- Sicilia sacra, disquisitionibus et notitiis illustrata, ubi libris quatuor, postquam de illius patriarcha et metropolita disquisitum est: a christianae religionis exordio ad nostra usque tempora, cujusque praesulatus, majorumque beneficiorum institutio, archiepiscopi, episcopi, abbates, priores, singulorum jura, privilegia, praeclara monumenta, civitates dioeceseon, cum praecipuis earum templis religiosisque familiis, atque viri siculi, vel sanctitate, vel doctrina illustres, concinentur, explicantur, auctore... Don Roccho Pirro,... Editio 2a correctior, ac aucta ampliori regum Siciliae chronologia...., ex typographia P. Coppulae, 1644.
- Siciliae sacrae in qua Sicularum abbatiarum ac prioratuum notitiae proponuntur, liber quartus in quatuor distributus partes... Auctore abbate... Don Roccho Pirro,..., ex typ. N. Bua et M. Portanova, 1647.
- Notitia regiae et imperialis capellae collegiatae Sancti Petri sacri, et regii Palatii panormitani, auctore abbate... Don Roccho Pirro,... Opus posthumum cum supplemento et additionibus... Antonini Mongitore,..., ex typ. G. Bayona, 1716.
- Rocchi Pirri... Chronologia regum, penes quos Siciliae fuit imperium post exactos Saracenos... editio novissima auctior et emendatior. Petrus van der Aa, Lugduni Batavorum 1723 (Latein, google.it).
- Don Rocchi Pirri,... Sicilia sacra, disquisitionibus et notis illustrata... Liber primus complectitur notitias trium Siciliae metropoleon Panormitanae, Messanensis et Monteregalensis ... Pieter van der Aa, Lugduni Batavorum 1723 (Latein, google.it).
- D. Rocchi Pirri ... regiae, et imperialis capellae collegiatae Sancti Petri sacri et regii Palatii panormitani notitia. Opus posthumum cum supplemento et additionibus D. Antonini Mongitore,... Petrus van der Aa, Lugduni Batavorum 1723 (Latein, google.it).
- Sicilia sacra disquisitionibus et notitiis illustrata. Band 1. apud haeredes Petri Coppulae, Palermo 1733 (Latein, google.it).
- Sicilia sacra disquisitionibus et notitiis illustrata. Band 2. apud haeredes Petri Coppulae, Palermo 1733 (Latein, google.it).